# Mark Hedlou
Mark Hedlou (engl. Mark Hadlow); (Velget, Novi Južni Vels, Australija) novozelandski je glumac i komičar. Najpoznatiji je po ulogama u Džeksonovim filmovima: King Kong i Hobit: Neočekivano putovanje.

## Filmografija
| Uloge Mark Hedloua |                              |               |                                 |          |
| Godina             | Srpski naziv                 | Izvorni naziv | Uloga                           | Napomena |
| 1990.              | Upoznajte Fiblsove           |               | Hejdi, Robert, Bari buldog      |          |
| 2005.              | King Kong                    |               | Hari                            |          |
| 2012.              | Hobit: Neočekivano putovanje |               | Dori, pozajmio glas trolu Bertu |          |
| 2013.              | Hobit: Šmaugova pustošenja   |               | Dori                            |          |
| 2014.              | Hobit: Bitka pet armija      |               | Dori                            |          |

## Spoljašnje veze
- Mark Hedlou на веб-сајту  (језик: енглески)